# Unteres Volksgericht
Ein Unteres Volksgericht (chinesisch 基层人民法院, Pinyin Jīcéng Rénmín Fǎyuàn, auch Volksgericht der Grundebene genannt) ist ein ordentliches Gericht, das unterste der in drei Ebenen eingeteilten Volksgerichte, in der Volksrepublik China. Die Unteren Volksgerichte bestehen nach Art. 18 des Gesetzes über die Volksgerichtshöfe in der Volksrepublik China vom 1. Januar 1980 auf Kreisebene und verfügen in der Regel über Außenstellen, die sogenannten Volkskammern oder Volkstribunale (人民法庭). Ihnen steht ein Präsident und ein Vizepräsident vor. Sie bilden Straf-, Zivil- und Wirtschaftskammern (Art. 19). Vor den Unteren Volksgerichten werden Straf- und Zivilsachen in erster Instanz verhandelt, soweit gesetzlich nicht anderes bestimmt ist (Art. 21).